# Бортник Януарій Дем'янович
Януа́рій Дем'я́нович Бо́ртник (3 травня 1897, хутір Під Лісом, поблизу села Озерна (Австро-Угорщина), нині Тернопільського району Тернопільської області — 16 січня 1938, тюрма НКВС СРСР у Києві) — український режисер і актор. Керівник харківського театру «Веселий Пролетар». Чоловік актриси Ганни Бабіївни.

## Життєпис

Януарій Бортник, 1920-ті

Народився 3 травня 1897 року на хуторі Під Лісом біля села Озерна, нині — Тернопільського району, в селянській родині. В юності виїхав з батьками до Тернополя. Вчився в Українській гімназії. Захоплювався музикою, не обминав жодної вистави мандрівного Львівського театру товариства «Руська Бесіда», захоплювався грою артистів Катерини Рубчакової, Василя Юрчака, Софії та Йосипа Стадників.
Перша світова війна обірвала, тому гімназію він закінчив дещо пізніше. З дозволу воєнної влади Лесь Курбас організував «Тернопільські театральні вечори», куди вступив і Бортник. Він уперто працював над поліпшенням своєї дикції та домігся успіхів: співав у хорі, брав участь у масових сценах і балеті. На сцені «Театральних Вечорів» грав ролі Акіли, парубка Дениса і Куліковського у п'єсах І. Карпенка-Карого, «Шельменко-денщик» Григорія Квітки-Основ'яненка. На афішах Бортника називали псевдонімом Н. Загребельний.

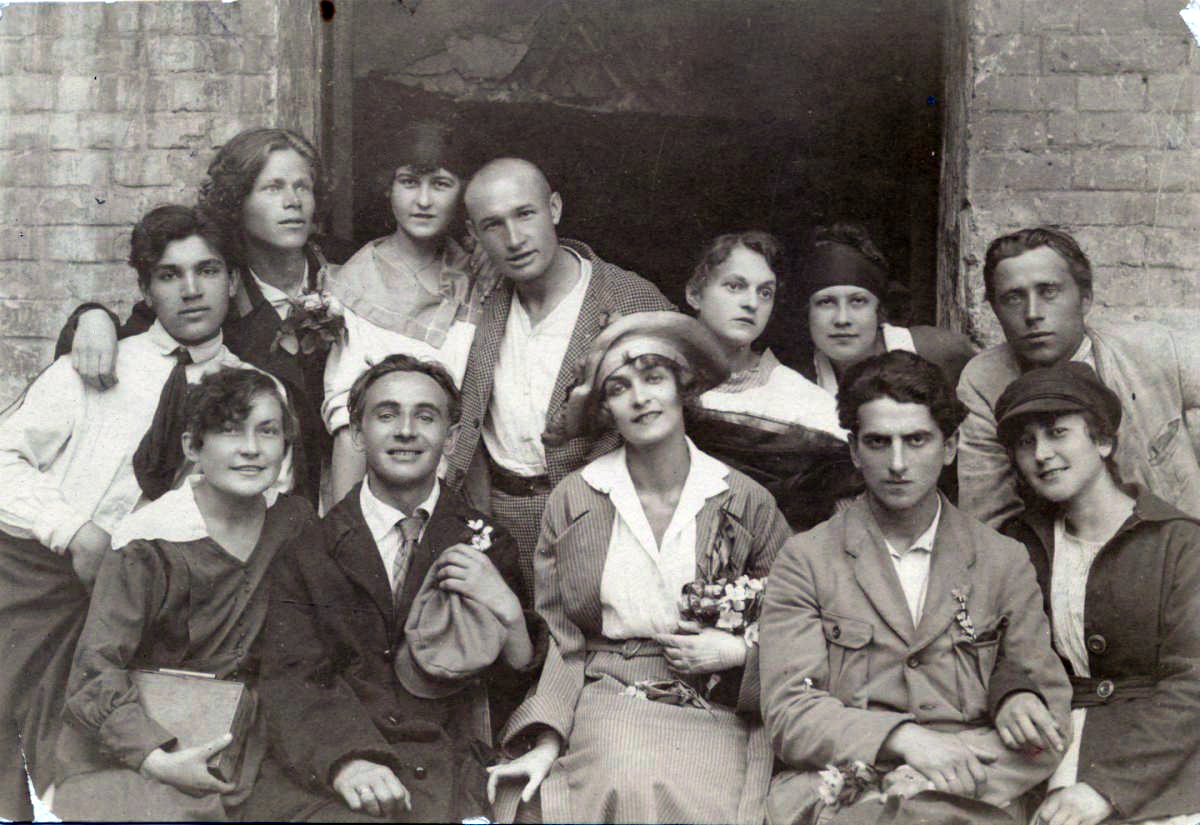
Стоять (справа наліво): Януарій Бортник (перший), Бабіївна Ганна (друга). Сидять (зліва направо): Лесь Курбас (другий), Валентина Чистякова (третя), Фавст Лопатинський (четвертий), З. Пігулович (п'ята) серед студійців театру «Березіль» 1922 р.

Від листопада 1918 — актор Українського театру в Тернополі (в березні 1919 реорганізовано у Новий Львівський театр). Згодом — у театрі імені Івана Франка (м. Вінниця, 1920), де зіграв ролі Лірника («Великий льох» за Т. Шевченком), Цирульника («Затоплений дзвін» Г. Гауптмана), Антоніо («Весілля Фігаро» Бомарше).
Восени 1921 року Лесь Курбас пішов режисером у Київський театр ім. Т. Г. Шевченка. З цього часу Бортник став режисером Білоцерківської драматичної студії, яка 27 січня 1923 реорганізована в ІІІ-тю майстерню театру «Березіль». Серед режисерських вистав Бортника 1924 р. виділялися «Гайдамаки» за Т. Шевченком, «Джіммі Хіггінс» Сінклера, «Про що тирса шелестіла…» Спиридона Черкасенка. У березні 1923 в Києві при Мистецькому об'єднанні «Березіль» засновано першу в Україні школу режисерів, три курси якої він закінчив без відриву від театру.

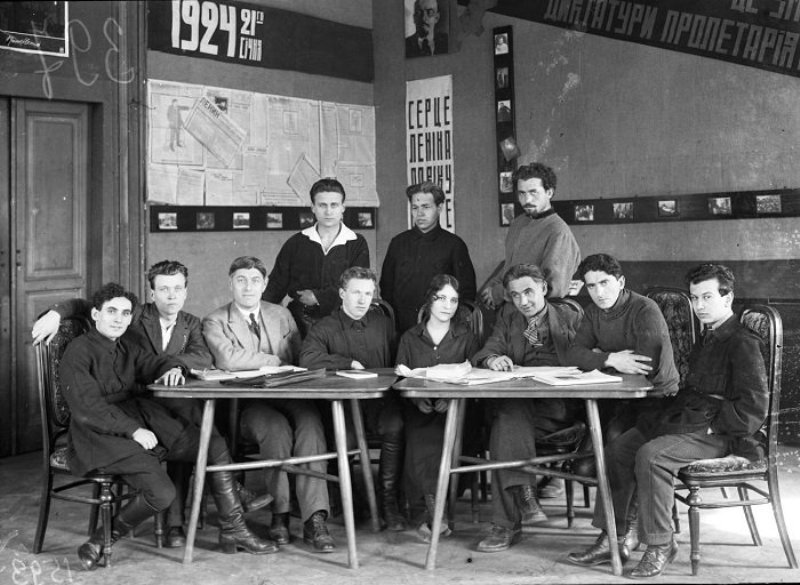
Режисерська лабораторія театру «Березіль», 1925 р. Сидять (зліва направо): Ханан Шмаїн, Я. Бортник, В. Василько, Б. Тягно, З. Пігулович, Л. Курбас, Ф. Лопатинський, Ю. Лішанський. Стоять: П. Кудрицький, І. Крига, А. Авраменко.

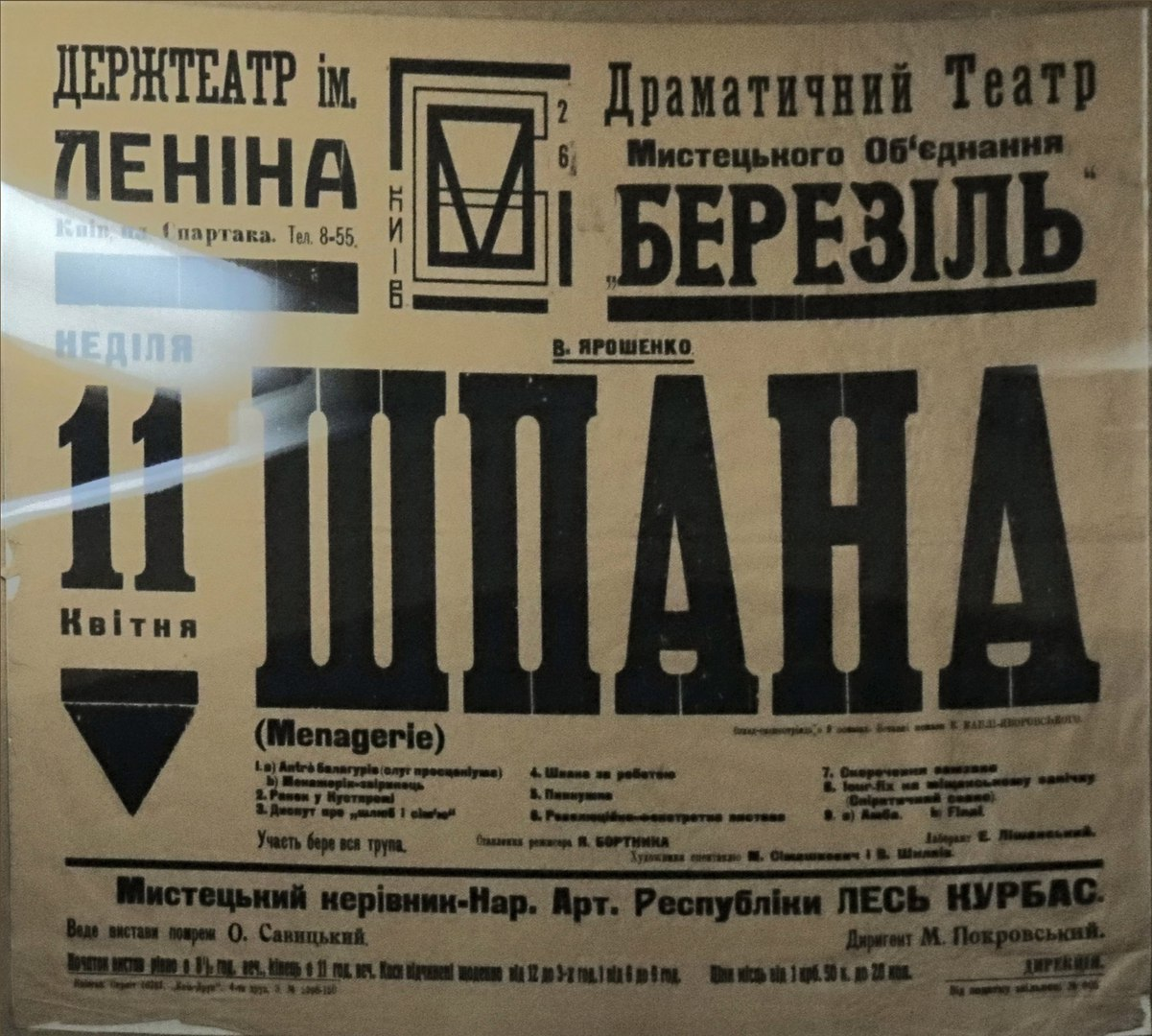
Афіша вистави «Шпана» в театрі «Березіль» 11 квітня 1926 року. Режисер комедії «Шпана» — Януарій Бортник

1925 року прийшла творча зрілість до Бортника-режисера. В травні 1927 року театр «Березіль» переїхав на постійну працю до Харкова. На Харківській сцені Бортник поставив «Яблуневий полон» Івана Дніпровського, «Змова Фієско в Генуї» Фрідріха Шиллера.
У 1927 році під егідою «Березіля» в Харкові був створений театр малих форм «Веселий Пролетар», який Януарій Бортник очолював до 1930 року. З 1931 року по 1933 рік на сцені Харківської першої державної музичної комедії поставив: «Самозваного принца», «Шоколадного вояку, або Людину і зброю» (переробив лібрето), «Наталку-Полтавку», «Сухий закон», «Фіалку монмартру», «Періколу» (переробив лібрето). Він багато працював над собою, провадив практичні лекції для студійців і сформувався як досвідчений режисер. Коли ж виникло питання про відкриття українського Театру музичної комедії, то зупинилися тільки на кандидатурі Бортника як головного режисера, і він успішно впорався з цим завданням.
У 1934—1936 Бортник — режисер Дніпропетровського театру ім. Т. Шевченка, а завершив свою працю в Харківському театрі революції.
Бортник став жертвою безпідставних звинувачень. Януарій Бортник не встиг розкрити свій яскравий талант до кінця, тому що у 1937 заарештований за звинуваченням у націоналізмі. 16 січня 1938 року його розстріляли в Києві.
Реабілітований 1956.

## Родина
Дружина Бортника, талановита актриса театру «Березіль» Ганна Бабіївна (1897—1979) після ув'язнення і розстрілу чоловіка 1938 була викрадена Народним комісаріатом внутрішніх справ СРСР, безпідставно піддана судилищу позасудовою трійкою, відправлена у концтабори ГУЛАГ СССР, де 5 років зазнавала різноманітних знущань. Після звільнення повернулася до театральної діяльності, але в післявоєнну індустрію кіна так і не влилася.

## Пам'ять

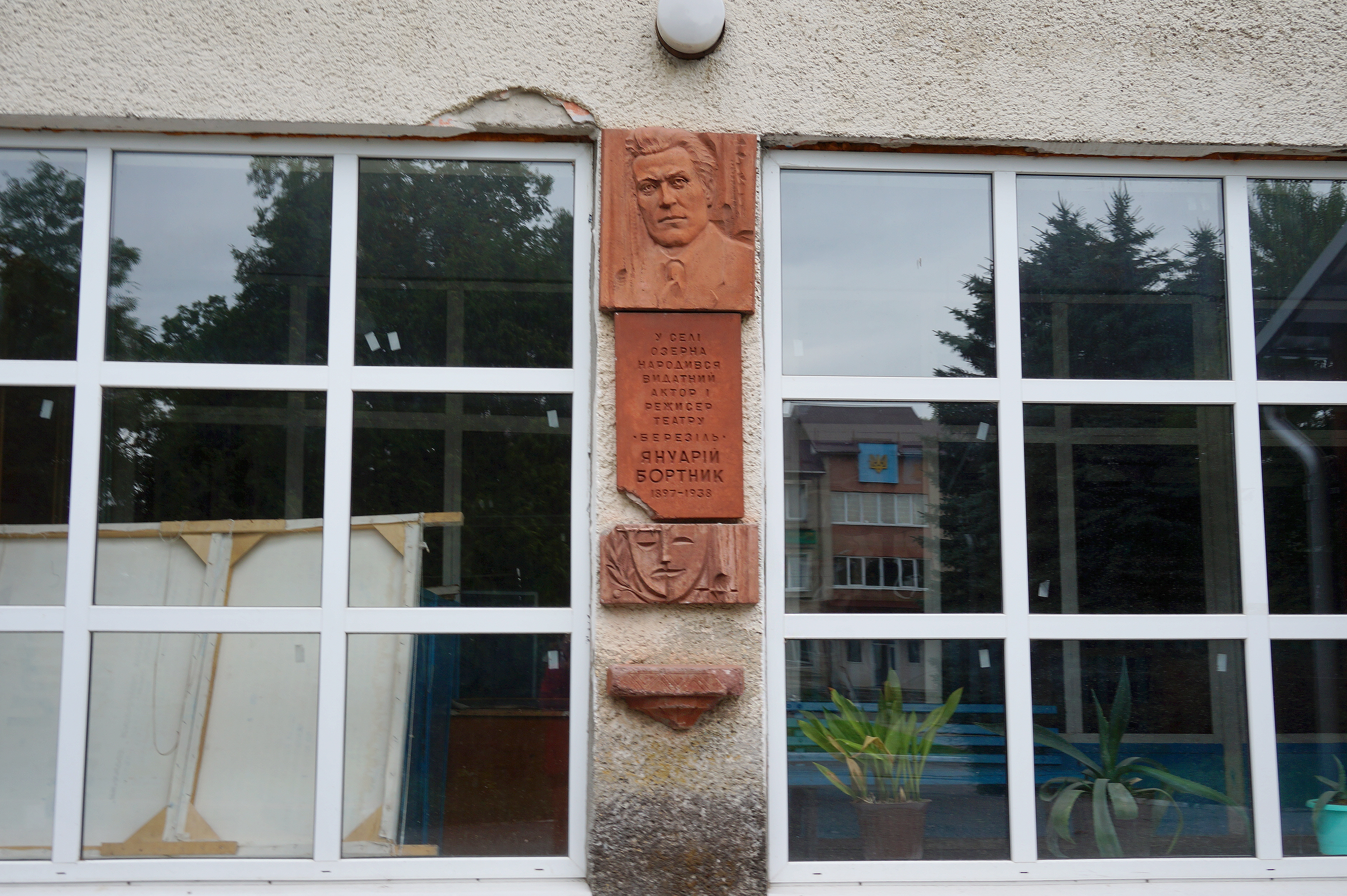
Пам'ятний знак театральному режисеру Януарію Бортнику в його малій Батьківщині — селі Озерна

У рідному селі Озерна на честь Януарія Бортника встановлено меморіальну дошку (1997).
У 2021 році його доля представлена на фотодокументальній виставці про репресованих театральних діячів «Імена, викреслені з афіш», що експонується при вході на територію Національного історико-меморіального заповідника «Биківнянські могили».